# Dębowa Góra (powiat skierniewicki)
Dębowa Góra – wieś w Polsce położona w województwie łódzkim, w powiecie skierniewickim, w gminie Skierniewice.
Wieś szlachecka położona była w drugiej połowie XVI wieku w powiecie rawskim ziemi rawskiej województwa rawskiego. Od 1809 do 1954 roku istniała gmina Dębowa Góra.
W latach 1954–1972 wieś należała i była siedzibą władz gromady Dębowa Góra. W latach 1975–1998 miejscowość należała administracyjnie do województwa skierniewickiego.
Na listę zabytków Narodowego Instytutu Dziedzictwa wpisany jest:
- zespół dworski, 2 poł. XVIII w., XX w.:
  - dwór w Dębowej Górze, nr rej.: 611 z 27.08.1983
  - park w Dębowej Górze, nr rej.: 525 z 5.05.1980